# Picozoa
Picozoa, Picobiliphyta, Picobiliphytes o Biliphytes sono, secondo la classificazione classica, microorganismi del regno dei protisti e del sottoregno Hacrobia di un phylum di Eucarioti eterotrofi unicellulari marini con una dimensione inferiore a circa 3 micrometri.
In precedenza erano trattate come alghe eucariotiche e il membro più piccolo del picoplancton fotosintetico prima che si scoprisse che non eseguono la fotosintesi.
La prima specie ivi identificata è Picomonas judraskeda.
Secondo una classificazione filogenetica, appartengono probabilmente al superregno degli Archaeplastida e al regno dei Rhodopicozoa, dunque costituisce un sottoregno fratello dei Rhodophyta e dei Glaucophyta.

## Scoperta
Alla fine degli anni '90 il progetto europeo "Picodiv" ha chiarito quali organismi sono presenti nel picoplancton . Inoltre, per un periodo di due anni, sono stati prelevati campioni nell'Atlantico, nel Mediterraneo, prima delle coste della Scozia, dell'Alaska e della Norvegia.
I picobiliphyta sono stati trovati in particolare nelle zone povere di nutrienti dei freddi mari costieri, dove potrebbero costituire fino al 50% della biomassa.

## Suddivisione
Finora è stata scoperta una sola specie appartenente a questo sottoregno, Picomonas judraskeda, scoperta a quanto pare nell'oceano atlantico settentrionale, analizzando il picoplancton in esso contenuto.
Allo stato attuale delle nostre conoscenze, questo sottoregno (secondo la tassonomia filogenetica) o phylum (secondo la classificazione classica) non contiene altre specie.

## Affinità con altri organismi

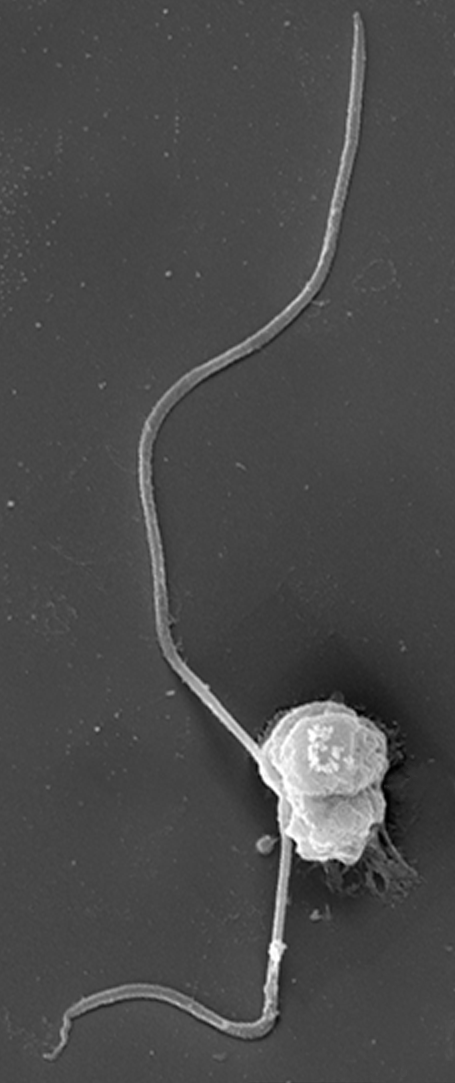
Picomonas judraskeda

I picozoi sono stati rilevati per la prima volta utilizzando i geni dell'RNA ribosomiale 18S nel 2007.
L'identità di nuovi organismi è stata dedotta da un confronto di sequenze geniche familiari e non familiari. "Le sequenze geniche trovate in queste alghe non potevano essere associate a nessun gruppo di organismi precedentemente noto", spiegano Klaus Valentin e Linda Medlin , coautori dello studio e biologi molecolari dell'Istituto Alfred Wegener per la ricerca polare e marina di Bremerhaven .
Le alghe in questo studio sono state trovate in campioni di plancton provenienti da varie regioni del Nord Atlantico e del Mediterraneo. Gli scienziati hanno scoperto un gruppo di organismi che, pur essendo completamente nuovi per la scienza, hanno un'ampia distribuzione. "Questa è una buona indicazione di quanto c'è ancora da scoprire negli oceani, soprattutto utilizzando strumenti molecolari", afferma Valentin.
Oltre alle sequenze geniche sconosciute, i ricercatori hanno anche rilevato ficobiliproteine.
Nelle alghe rosse, per esempio, queste proteine si presentano come pigmenti. Ma in questo gruppo di alghe appena scoperto, le ficobiliproteine sembrano essere contenute all'interno dei plastidi, dove avviene la fotosintesi.
Quindi, fornisce una chiara indicazione che i ricercatori hanno a che fare con un gruppo di alghe precedentemente non identificato. Riferendosi alle loro piccole dimensioni e alla presenza di ficobiliproteine, i ricercatori hanno chiamato il nuovo gruppo "Picobiliphyta".
Due studi pubblicati nel 2011 hanno scoperto che l'ipotesi che i picozoi, o bilifiti, o picobilifite, fossero fotosintetici era probabilmente falsa. 
Uno studio del 2011 condotto da un team internazionale del Monterey Bay Aquarium Research Institute, della Dalhousie University e del Natural History Museum di Londra ha rilevato che le cellule nell'Oceano Pacifico non avevano fluorescenza indicativa di pigmenti fotosintetici e ha concluso "... i bilifiti probabilmente non sono fotoautotrofi obbligati ma piuttosto mixotrofi o fagotrofi facoltativi, per cui il rilevamento transitorio della fluorescenza arancione potrebbe rappresentare prede ingerite (ad esempio, il cianobatterio Synechococcus)".
Uno studio più avanti nel 2011, condotto da ricercatori della Rutgers University e del Bigelow Laboratory for Ocean Sciences, hanno utilizzato i dati della sequenza shotgun dell'intero genoma di tre singole cellule picobilifite per mostrare l'assenza di proteine mirate al plastide o al fotosistema all'interno dei frammenti della sequenza del genoma nucleare che hanno ricostruito. Ciò ha nuovamente suggerito che i picobilifiti sono eterotrofi.
Più di recente, Seenivasan, in collaborazione con Michael Melkonian (Università di Colonia) e Linda Medlin (Marine Biological Association of the UK), ha descritto formalmente le picobilifite come il sottoregno nanoflagellato eterotrofico, Picozoa, e ha pubblicato sezioni sottili delle cellule.
Diverse caratteristiche uniche nella cellula, come un organello che si nutre, confermano la loro posizione filogenetica unica, un movimento insolito e una modalità di nutrizione eterotrofica. Non sono state trovate tracce di particelle virali o batteriche all'interno di queste cellule eterotrofe, il che ha spinto questi autori a suggerire che si nutrono di particelle organiche molto piccole.